# Гачаг Рашид
Гачаг Рашид (азерб. Qaçaq Rəşid) — азербайджанский гачаг начала XX века, командующий повстанческими силами Карабахского направления. Член мусульманской социал-демократической партии «Гуммет» («Хюммат»).
Возглавил боевую дружину, народных мстителей в которой насчитывалось 100 человек которые защищали обездоленных от произвола и коррупции властей и их подручных. В народе ходили легенды о его смелых рейдах против местных властей и богачей, о защите интересов обездоленных, большой щедрости к нуждающимся.

## Биография
Рашид Наджаф Кули оглу Кадирли родился в 1885 году в селении Яглевенд Джебраильского уезда Елизаветпольской губернии. Когда ему было 8 лет, его определили в русскую начальную школу села Карягин (Карабулак). Проучившись два года, он вернулся в родное селение.
Рашид, отомстив за отца, также стал гачагом, со своим отрядом действовал в Карабахе и в Иране.
После побега из тюрьмы Гачаг Рашид некоторое время скрывался в родных местах и начал подпольную деятельность. Неуловимость Рашида в течение многих лет (с 1903 по 1917) стяжала ему известность, как сообщалось в донесениях в Тифлис.
Наибольшая активность Гачаг Рашида началась с начала революции 1905 года, в которой он, как и другие гачаги, принял активное участие. Начиная с весны 1905 года, в Карабахе поднялась волна крестьянских выступлений. Крестьяне изгоняли назначаемых властями чиновников, захватывали частные и казённые земли, отказывались платить налоги и выполнять повинности. Выступления крестьян, которые продолжились и в 1906 году, приняли наибольший размах в Джебраильском уезде, на родине Гачаг Рашида. Смелость Гачаг Рашида вдохновляла местное население на революционную деятельность.
Против него были брошены отряды регулярной армии. В селах, которые укрывали гачагов, проводились жестокие «зачистки». Начались преследования родственников Рашида: были убиты его брат и дядя, арестованы его жена и дети.
Гачаг Рашид скончался 16 июля 1918 года в Карягино.